# Platja de l'Estartit
La Platja de l'Estartit, o platja Gran de l'Estartit, és una platja d'arena de Torroella de Montgrí (Baix Empordà), que s'estén, de nord a sud, des del port de l'Estartit fins a la Gola del Ter fent una lleugera corba cap a l'interior en el seu recorregut d'uns 3 quilòmetres.
Es divideix en tres sectors: la platja principal, de 1.000 m de longitud i 100 m d'amplada situada davant del nucli residencial de la població; la platja dels Griells, de 500 m de longitud i 50 m d'amplada, situada entre la Reserva Natural del Ter Vell i la urbanització 'Els Griells', que li dona nom; la platja de la Pletera, de 1.800 m de longitud i 70 m d'amplada, des dels Griells fins a la desembocadura del Ter, zona pràcticament sense edificacions al voltant.
La seva part sud resta protegida dins del Parc Natural del Montgrí. Inclou un sistema de dunes i basses litorals força ben conservat des de la zona de la Pletera (desurbanitzada a partir de la dècada de 1980) i al sud fins a la Gola, on desemboca el Ter.
L'arena de la platja és fruit de les aportacions dels rius que desemboquen a la badia de Pals el Ter i el Daró. Això no obstant, aquestes són delmades pels temporals de llevant que s'enduen la sorra i fan arribar les deixalles que acumulen els rius a les platja que han de ser recuperades per l'acció de les persones.
L'any 2010 la platja certificà la seva qualitat turística segons la norma UNE 187001:2008
A la platja dels Griells hi ha una zona de 600 m², entre la urbanització els Griells i la platja de la Pletera, reservada per a gossos.